# Новая прогрессивная партия
Новая прогрессивная партия (исп. Partido Nuevo Progresista, PNP; англ. New Progressive Party) — правоцентристская либерально-консервативная партия, выступающая за присоединение Пуэрто-Рико к США в качестве 51-го штата. Партия была основана 20 августа 1967 года в результате раскола Государственно-республиканской партии, вызванного отказом партийных лидеров участвовать в референдуме о статусе Пуэрто-Рико. Партия включает в себя политиков широкого социально-экономического и идеологического спектра, от консерваторов до либералов, объединённых поддержкой объединения Пуэрто-Рико с Соединёнными Штатами.
НПП наряду со своими главными оппонентами из левоцентристской Народно-демократической партии, выступающей за сохранение статуса Пуэрто-Рико как свободно присоединившегося к США государства, является одной из двух основных партий страны, в частности, в настоящее время занимает место комиссара-резидента, члена Палаты представителей США от острова без права решающего голоса. Партия в настоящее время находится в меньшинстве в обеих палатах Законодательной ассамблеи Пуэрто-Рико, а также по количеству мэров.

## История
20 августа 1967 года в спортивно-оздоровительном комплексе (ныне известен как Estadio Country Club) собрались группа членов Государственно-республиканской партии, недовольных отказом её руководства участвовать в референдуме о статусе Пуэрто-Рико, прошедшем 23 июля того же года. На своём собрании они приняли решение учредить новую партию, названную Новая прогрессивная. Среди её учредителей были такие известные политики как член Палаты представителей острова Луис А. Ферре, уролог-хирург Мануэль Ф. Альсина Капо, адвокат Нельсон Эскалона и юрист, законодатель и политический аналитик Бенни Фрэнки Сересо. 5 января 1968 года партия была зарегистрирована Государственной избирательной комиссией Пуэрто-Рико.
Первые же выборы принесли партии победу. В ноябре 1968 года Луис Ферре был выбран губернатором Пуэрто-Рико, получив 43,6 % голосов избирателей. На выборах в Законодательную ассамблею острова Новая прогрессивная партия заняла второе место, уступив лишь Народно-демократической партии.
Четыре года спустя, в 1972 году Ферре проиграл кандидату воссоединившимся народным демократам президенту Сената Рафаэлю Эрнандесу Колону, набрав 43,4 голосов.

### Губернаторство Ромеро Барсело

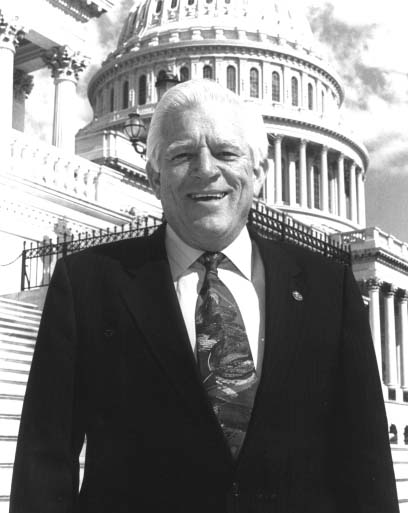
Карлос Ромеро Барсело, губернатор Пуэрто-Рико (1977—1985)

В 1976 году прогрессисты возвращаются к власти, теперь уже под руководством мэра Сан-Хуана Карлос Ромеро Барсело, завоевавшего на выборах 48,3 %. В 1980 году Ромеро Барсело получил 47,2 % голосов и был переизбран с незначительным перевесом около 0,2 % голосов. Ярким событием во время правления Ромеро Барсело стала так называемая «Резня Серро Маравилья», которая в конечном итоге затмила все достижения губернатора. 25 июля 1978 года два молодых активиста движения за независимость Пуэрто-Рико были убиты полицейскими у горы Серро Маравилья. Первоначально сообщалось, что молодые люди были расстреляны, оказав сопротивление при аресте. Но в ходе следствия выяснилось, что мужчины были убиты уже находясь под стражей в полиции. Оппозиционная Народно-демократическая партия пыталась доказать, что весь инцидент был запланирован администрацией губернатора Ромеро Барсело. В дальнейшем ряд сотрудников полиции были признаны виновными в убийстве, а нескольких высокопоставленных чиновников местных органов власти были обвинены в планировании и/или сокрытии инцидента. Это, в сочетании с расколом внутри Новой прогрессивной партии, привело к поражению Ромеро Барсело на выборах 1984 года.
На выборах 1988 года Новую прогрессивную партию представлял мэр Сан-Хуана Бальтасар Коррада дель Рио, набравший 45,8 % голосов избирателей и занявший второе место.

### Губернаторство Педро Россельо
Более удачными для партии оказались выборы 1992 года, на которых с 49,9 % голосов победил детский хирург Педро Россельо, четырьмя годами ранее проигравший кампанию в Конгресс. Став губернатором, Россельо развернул кампанию по борьбе с преступностью, известную как «Сильная рука против преступности» (исп. Mano dura contra el crimen), в рамках которой Национальная гвардия Пуэрто-Рико была использована для оказания помощи полиции острова.
В 1993 году Педро Россельо возглавил кампанию по присоединению Пуэрто-Рико к США, по итогам которой было решено провести референдума для определения политического статуса острова. Однако законопроект о референдуме не встретил поддержки в Сенате США. Тем не менее, Россельо добился проведение очередного плебисцита о статусе Пуэрто-Рико в 1998 году, на который было вынесено пять вариантов: статус штата США, независимость, свободная ассоциация, территориальное содружество или «Ничего из вышеперечисленного». В то время как Новая прогрессивная партия вела кампанию за присоединение к США, их главные оппоненты из Народной-демократической партии агитировали за пятый вариант ответа, призывая бойкотировать референдум. В результате 50,5 % участников голосования высказались именно за пятый вариант, за вступление в США проголосовали 46,6 %.
В 1996 году Россельо уверенно добился переизбрания, набрав 51,4 % голосов. Ему удалось привлечь на свою сторону более миллиона избирателей, это был лучший результат на губернаторских выборах, начиная с 1964 года.
В течение двух своих сроков Россельо осуществил ряд крупных проектов, в том числе начал строительство метро в столице острова, построил «Супер Акведук», во многом решивший проблемы с водоснабжением Сан-Хуана, Пуэрто-риканский центр конвенций (исп. Centro de Convenciones de Puerto Rico; самый большой конференц-центр в Карибском бассейне и один из самых технологически продвинутых в Северной и Южной Америке) и «Пуэрто-риканский Колизей» (исп. Centro de Convenciones de Puerto Rico; самая большая крытая арена острова). Его политика также включала бесплатную медицинскую помощь для бедных и приватизацию государственных организаций. Последнее не всегда встречало поддержку. Так, продажа в 1998 году государственной Пуэрто-Риканской телефонной компании за $1,9 млрд General Telephone & Electric Corporation (позднее влилась в Verizon Communications) привела к всеобщей забастовке, организованной профсоюзами при поддержке оппозиции. Возмущение общественности оказалось настолько сильным, что популярность Россельо и Новой прогрессивной партии оказалась под ударом. Ситуацию усугубила кампания протестов жителей Вьекеса, второго по величине острова Пуэрто-Рико, спровоцированная нечаянным убийством американскими военными 19 апреля 1999 года Дэвида Санеса Родригеса.
На выборах 2000 года Новая прогрессивная партия выдвинула в губернаторы министра транспорта Карлоса Пескеру. Предвыборные опросы показывали его значительное преимущество над соперником из Народно-демократической партии Силой Марией Кальдерон. Но по мере того как выборы близились, Кальдерон смогла догнать Пескеру, сделав ставку в своей кампании на обвинениях в коррупции во время правления Россельо. На рейтингах прогрессистов сказалось и выступление исполняющего обязанности окружного прокурора Гильермо Хила, в июне 2000 года (за три месяца до выборов в ноябре того же года), заявившего, что «коррупция имеет имя, и это имя Новая прогрессивная партия». Позднее, это и другие действия Хила стали предметом ряда этических жалоб в Департамент юстиции США со стороны руководителей партии. Неудивительно, что в такой обстановке Новая прогрессивная партия вчистую проиграла выборы 2000 года, уступив народным демократам посты губернатора и комиссара-резидента, а также большинство в обеих палатах Законодательной ассамблеи.
Новым председателем партии стал Леон Диас, впрочем ненадолго. Уже вскоре Пескера вновь возглавил партию.

### 2000-е
В начале 2000-х годов Новая прогрессивная партия оказалась под прицелом правоохранительных органов. Министр образования в администрации Россельо, Виктор Фаярдо, был обвинён и осуждён федеральными органами за присвоение федеральных средств, направляемых в Департамент образования. Бывший спикер Палаты представителей Эдисон Мисла Альдарондо был вынужден уйти в отставку после того как Управление юстиции США предъявило ему обвинение в вымогательстве. В том же 2002 году Альдарондо был признан виновным в изнасиловании 17-летней подруги своей падчерицы и приговорён к 13 годам лишения свободы.
В этой тяжёлой для партии ситуации многие её видные деятели и сторонники стали обращаться к Россельо, уехавшему после отставки в Виргинию. В марте 2003 года он вернулся на остров и впоследствии победил Пескеру в ходе праймериз, завоевав право представлять Новую прогрессивную партию на губернаторских выборах. Выборная кампания 2004 года вначале складывалась для Россельо благополучно, по опросам общественного мнения он опережал своего соперника, комиссара-резидента Анибаля Асеведо Вилу от Народной-демократической партии. Но после теледебатов рейтинги Асеведо стали расти, чему способствовала поддержка со стороны большинства СМИ Пуэрто-Рико. В результате Россельо набрал 48,2 % и занял второе место, уступив Асеведо около 0,2 %. Россельо попытался опротестовать итоги выборов, но после длительного судебного сражения Асеведо Вила был утверждён в качестве губернатора.
В началом 2005 года Россельо стал сенатором от района Аресибо без выборов, благодаря уходу в отставку прежнего сенатора Виктора Лубриэля. Войдя в Сенат, Россельо начал борьбу за пост спикера с однопартийцем Кеннетом МакКлинтоком, на тот момент возглавлявшим верхнюю палату пуэто-риканского парламента. Конфликт в итоге зашёл в тупик, так как МакКлинтока поддержали не только сенаторы от меньшинства, но и пять сенаторов от Новой прогрессивной партии. Это привело к исключению из партии МакКлинтока, а также двух поддержавших его сенаторов. В ответ МакКлинтоку удалось в Высшем суде Сан-Хуана добиться отмены решения о своём исключении, позднее получив подтверждение своей позиции и в Верховном суде Пуэрто-Рико.

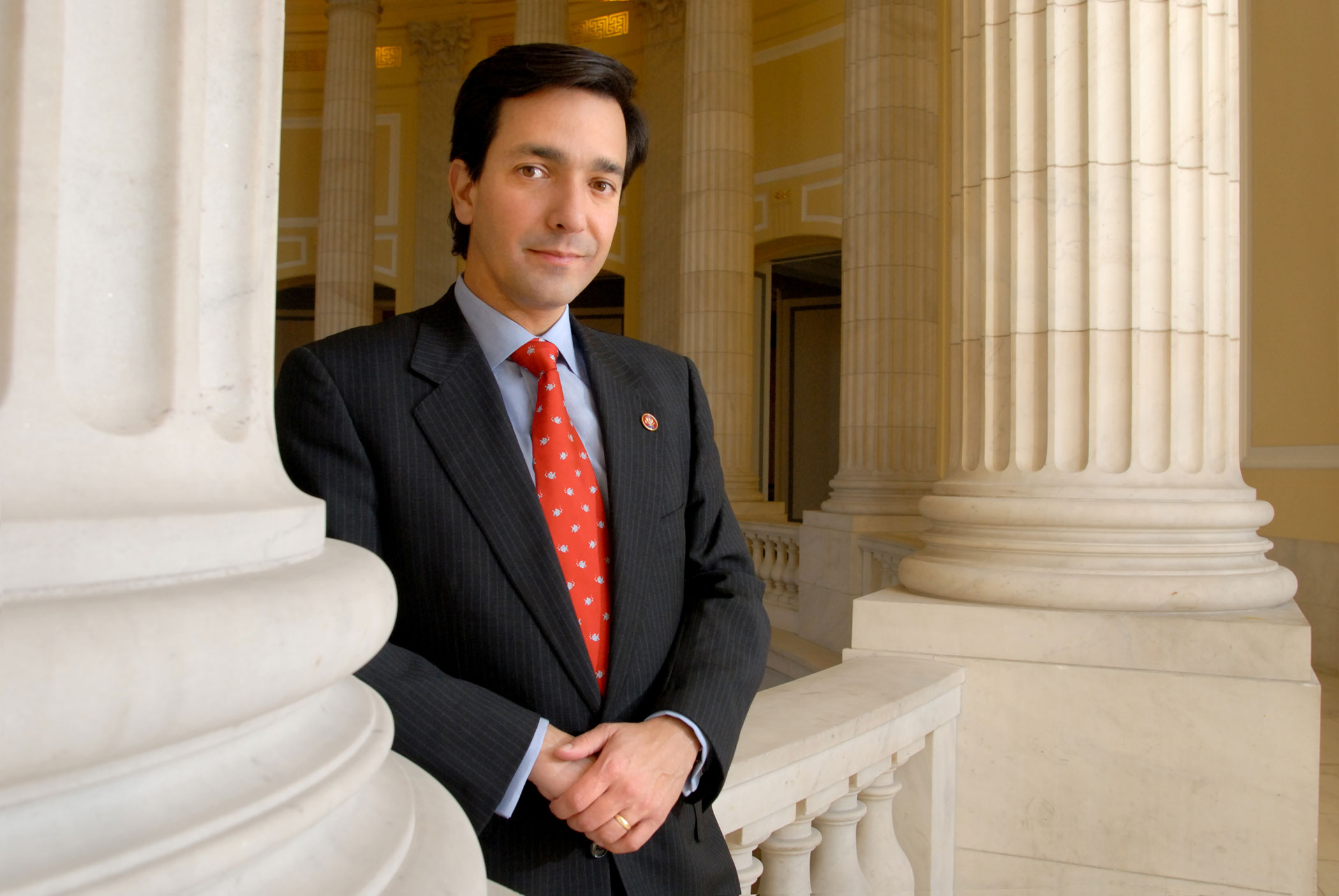
Луис Г. Фортуньо, губернатор Пуэрто-Рико (2009—2013)

Весной 2007 года Россельо сосредоточил своё внимание на участии в губернаторских праймериз, получив поддержку своего верного и давнего сторонника, мэра Сан-Хуана Хорхе Сантини. В итоге он с большим отрывом голосов проиграл борьбу Луису Фортуньо, ранее министру экономического развития и торговли, а затем представителю Пуэрто-Рико в Конгрессе США. После этого Россельо заявил, что уходит из активной политики и не будет агитировать на предстоящих выборах за какого-либо кандидата. Хотя большинство сторонников Россельо были готовы поддержать на губернаторских выборах Фортуньо, целый ряд видных членов Новой прогрессивной партии оказались в оппозицию к кандидату своей партии. Так, Фортуньо отказались поддержать Сантини, второй вице-президент партии Мириам Рамирес де Феррер и бывший президент НПП Лео Диас.
Несмотря на раскол в партии выборы 2008 года завершились для НПП полной победой. Луис Фортуньо был избран губернатором, набрав 52,77 %, новым представителем острова в Палате представителей США стал прогрессист Педро Пьерлуиси, кроме того партия завоевала более 70 % мест в Палате представителей Пуэрто-Рико и более 80 % мест в Сенате, а также посты мэров 48 муниципалитетов из 78. Это была самая большая победа Новой прогрессивной партии в её истории и самое большое поражение Народно-демократической партии в истории выборов.

### 2010-е
9 января 2012 года губернатор Фортуньо официально инициировал сокращение числа законодателей с целью экономии бюджета. Для этого требовалось внести изменения в Конституцию Пуэрто-Рико, для чего было решено провести конституционный референдум 19 августа. На голосование было вынесено два вопроса, о сокращении числа законодателей и отмене абсолютного права на освобождение под залог для лиц, обвиняемых в тяжких преступлениях. В результате большинство участников референдума отвергли обе поправки.
6 ноября 2012 года Фортуньо, набрав 47,13 % голосов, не удалось выиграть перевыборы. В то же время его давний соратник Педро Пьерлуиси вновь был выбран в Палату представителей США. Выборы в Палату представителей Пуэрто-Рико и Сенат острова, а также мэров муниципалитетов партия проиграла. Одновременно с выборами прошёл очередной референдум о статусе острова. На нём прогрессистам удалось одержать победу. 54 % голосовавших отказались от продолжения нынешних территориально-политических отношений с США и 61 % проголосовали за вхождение в Соединённые Штаты.

## Принадлежность к американским партиям
Несмотря на близость Новой прогрессивной партии к американским республиканцам, НПП не является филиалом Республиканской партии США. Так, из шести кандидатов партии на губернаторских выборах трое (Луис А. Ферре, Бальтасар Коррада дель Рио и Луис Фортуньо) были зарегистрированы на национальном уровне как республиканцы, а оставшиеся трое (Карлос Ромеро Барсело, Карлос Пескера и Педро Россельо) как демократы. Последний губернатор от прогрессистов, Луис Фортуньо, будучи представителем Пуэрто-Рико в Конгрессе США, входил во фракцию республиканцев и был членом Республиканского национального комитета Пуэрто-Рико. Нынешний комиссар-резидент и лидер НПП Педро Пьерлуиси является демократом. Ведущие представители администрации Фортуньо также были разделены в национальной политике. Его последний начальник штаба Мигель Ромеро и его госсекретарь Кеннет МакКлинток — демократы, а его последний Генеральный прокурор Гильермо Сомоса — республиканец. Лидеры фракций Новой прогрессивной партии в обеих палатах Законодательной ассамблеи Пуэрто-Рико Дженнифер Гонсалес и Ларри Сейлхамер Родригес также республиканцы.

## Партийные лидеры

### Президенты партии
- 1967–1974: Луис А. Ферре
- 1974–1987: Карлос Ромеро Барсело
- 1987–1988: Бальтасар Коррада дель Рио
- 1988–1989: Рамон Луис Ривера
- 1989–1991: Карлос Ромеро Барсело
- 1991–1999: Педро Россельо
- 1999–2000: Карлос Пескера
- 2000–2001: Норма Бургос
- 2001: Леонидес Диас Урбина
- 2001–2003: Карлос Пескера
- 2003–2008: Педро Россельо
- 2008–2013: Луис Фортуньо
- 2013–по наст. время: Педро Пьерлуиси

### Кандидаты в губернаторы
Полужирным шрифтом выделены победители губернаторских выборов.
- 1968: Луис А. Ферре
- 1972: Луис А. Ферре
- 1976: Карлос Ромеро Барсело
- 1980: Карлос Ромеро Барсело
- 1984: Карлос Ромеро Барсело
- 1988: Бальтасар Коррада дель Рио
- 1992: Педро Россельо
- 1996: Педро Россельо
- 2000: Карлос Пескера
- 2004: Педро Россельо
- 2008: Луис Фортуньо
- 2012: Луис Фортуньо
- 2016: Рикардо Россельо

### Другие лидеры
- Леонидес Диас Урбина, конгрессмен (1993—2001) и президент партии (2001–2001)
- Анибаль Мелендес Ривера, мэр Фахардо с 1989 года
- Эктор О'Нилл Гарсия, мэр Гуайнабо и президент Федерации мэров Пуэрто-Рико
- Эрнан Падилья, мэр Сан-Хуана (1977–1985) и лидер большинства в Палате представителей (1968—1977)
- Дженнифер Гонсалес, 29-й спикер Палаты представителей (2009–2013)
- Хорхе Сантини, мэр Сан-Хуана (2001–2013)
- Хуан Аубин Крус Мансано, мэр Манати с 1977 года
- Кеннет МакКлинток, 13-й президент Сената (2005—2008) и 22-й Госсекретарь Пуэрто-Рико (2009–2013)
- Ларри Сейлхамер Родригес, лидер прогрессистов в Сенате с 2011 года
- Рамон Луис Ривера, мэр Баямона (1977–2001)
- Рамон Луис Ривера-младший, мэр Баямона с 2001 года
- Томас Ривера Шац, 14-й президент Сената (2009–2013)